# Jacint Ballesté Perarnau
Jacint Ballesté Perarnau (Barcelona, 1924 - Barcelona, 23 de setembre de 2006) fou un esportista i polític català, militant d'Unió de Centre Democràtic i delegat del Govern espanyol a Catalunya l'any 1982.
Ballesté fou jugador d'hoquei sobre herba i regatista membre del Club Nàutic Arenys de Mar (CNAM) i del Reial Club Nàutic de Barcelona (RCNB). El 1947 fou membre fundador i soci número 1 de la Penya Motorista Barcelona. Com a regatista, fou en tres ocasions campió d'Espanya de creuers, guanyà la Regata Internacional de Giraglia (1966) i participà en l'Admiral's Cup (1967, 1969) a bord del Karmatan II. Fou un dels principals impulsors de la vela olímpica les dècades dels seixanta i setanta del segle xx. Participà en els Jocs Olímpics de Múnic (1972) com a cap de l'equip de vela i assumí la direcció del Pla de Preparació Olímpica de la Reial Federació Espanyola de Vela. Promogué proves com la Regata Internacional de Classes Olímpiques; la Christmas Race de Palamós (1975); la Copa del Rei de Vela recuperada el 1982 al Reial Club Nàutic de Palma (RCNP), o el Trofeu Princesa Sofia, organitzat pels clubs nàutics de la badia de Palma des del 1968. Fou president del CNAM (1972-76), del RCNB (1985-95) i el primer del Saló Nàutic Internacional de Barcelona (1982-84) del qual n'era un dels fundadors.
Quant a la seva activitat política participà el 1977, com a mà dreta de Joan Antoni Samaranch, en la fundació del partit regionalista, Concòrdia Catalana, que no arribà a presentar-se a les eleccions i Ballesté, com altres dels seus membres, passaren a la Unió de Centre Democràtic (UCD). Fou diputat provincial d'esports (1974) i vicepresident de la Diputació de Barcelona, governador civil de les Illes Balears entre 1979 i 1982, i delegat del Govern espanyol a Catalunya (setembre 1982-desembre 1982).
Rebé la Gran Creu del Mèrit Naval amb distintiu blanc (1977), la medalla al mèrit esportiu del Comitè Olímpic Internacional (1982), i la medalla Forjadors de la Història Esportiva de Catalunya (1997).